# 남병철
남병철(南秉哲, 1817년 ∼ 1863년)은 조선후기의 과학자이다. 자는 자명(子明) 원명(原明). 호는 규재(圭齋)·강설(絳雪)·구당(鷗堂)·계당(桂塘). 헌종 3년에 과거에 급제하여 철종 2년에 승지(承旨), 동왕 7년에는 예조판서, 후에 이조판서 겸 대제학 등 요직을 지냈다. 수학과 천문학에 뛰어나 수륜(水輪)·지구의(地球儀)·사시의(四時儀)를 제작하였고, 천문에 관한 여러 기구의 구조, 이법(理法) 및 산법(算法)을 설명한 <의기집설(儀器輯說)>과, 천문학의 해설서 <추보속해(推步續解)>를 저술하였다.